# دستور خط فارسی (کتاب)
دستور خطّ فارسی یک کتاب است که در آن دیدگاه رسمی فرهنگستان زبان و ادب فارسی دربارهٔ اصول و ضوابط دستورِ خطِّ فارسی بیان می‌شود، نخستین بار در ۱۳۸۱ منتشر شد و تا ۱۳۹۴ به چاپ سیزدهم رسید.
جدیدترین ویراست این کتاب در سال ۱۴۰۱ منتشر شد.